# Ethusa abyssicola
Ethusa abyssicola är en kräftdjursart. Ethusa abyssicola ingår i släktet Ethusa och familjen Dorippidae. Inga underarter finns listade i Catalogue of Life.